# Bassett (Iowa)
Bassett es una ciudad situada en el condado de Chickasaw, en el estado de Iowa, Estados Unidos. Según el censo de 2000 tenía una población de 74 habitantes.

## Geografía
Según la Oficina del Censo de los Estados Unidos, la localidad tiene un área total de 0,95 km², la totalidad de los cuales corresponden a tierra firme.

## Demografía
Según el censo de 2000, había 74 personas, 29 hogares y 18 familias residiendo en la localidad. La densidad de población era de 77,53 hab./km². Había 34 viviendas con una densidad media de 35,5 viviendas/km². El 100,00% de los habitantes eran blancos.
Según el censo, de los 29 hogares, en el 20,7% había menores de 18 años, el 65,5% pertenecía a parejas casadas, el 34,5% tenía a una mujer como cabeza de familia, y el 34,5% no eran familias. El 20,7% de los hogares estaba compuesto por un único individuo, y el 6,9% pertenecía a alguien mayor de 65 años viviendo solo. El tamaño promedio de los hogares era de 2,55 personas, y el de las familias de 3,16.
La población estaba distribuida en un 21,6% de habitantes menores de 18 años, un 6,8% entre 18 y 24 años, un 25,7% de 25 a 44, un 31,1% de 45 a 64, y un 14,9% de 65 años o mayores. La media de edad era 42 años. Por cada 100 mujeres había 100,0 hombres. Por cada 100 mujeres de 18 años o más, había 93,3 hombres.
Los ingresos medios por hogar en la localidad eran de 30.000 dólares ($), y los ingresos medios por familia eran 28.750 $. Los hombres tenían unos ingresos medios de 28.333 $ frente a los 9.167 $ para las mujeres. La renta per cápita para la ciudad era de 13.131 $. El 14,9% de la población y el 16,7% de las familias estaban por debajo del umbral de pobreza. No había ningún menor de 18 años ni de 65 años o más que vivieses por debajo del umbral de pobreza.